# Heinrich Müller (anatomiste)
Pour les articles homonymes, voir Müller et Heinrich Müller (homonymie).
Heinrich Müller, né le 17 décembre 1820 à Castell et mort le 10 mai 1864 à Wurtzbourg, est un anatomiste bavarois, connu principalement pour ses travaux d'anatomie comparée et ses études de l'œil humain.

## Biographie
Il est le fils du directeur de cabinet Gottlieb Müller et de son épouse Philippine Meyer. Il étudie la médecine dans les universités de Munich, Fribourg, Heidelberg, Wurtzbourg et Vienne. Il a pour professeurs Ignaz Döllinger (de) (Munich), Friedrich Arnold (Fribourg), Friedrich Gustav Jakob Henle (Heidelberg) et Karel Rokitansky (Vienne).
En 1847, il est habilité par l'université de Würzburg. Il se spécialise d'abord dans l'anatomo-pathologie. Lorsque Rudolf Virchow arrive à l'université en 1849, Müller s'oriente vers l'anatomie comparée et topographique. En 1852, il devient professeur dans ce domaine puis titulaire en 1858. Il donne aussi des cours d'anatomie systématique et d'histologie.
En tant que chercheur, il s'intéresse à l'œil. Après des études microscopiques sur les yeux des animaux, il se porte sur l'œil humain. Il fait d'importantes contributions à la connaissance de l'anatomie de l'œil humain et du nerf optique. Il découvre les cellules (de) dans la rétine à qui l'on donne son nom. En 1851, il note les bâtonnets rouges connus aujourd'hui comme la rhodopsine. Cependant Franz Christian Boll est crédité de la découverte, car il a pu décrire le "cycle de pigment visuel". Müller décrit aussi les fibres des cellules gliales ; on les baptise "fibres de Müller".
On donne aussi son nom à une partie circulaire du muscle ciliaire de l'œil ; on l'appelle aussi "muscle de Rouget" pour le physiologiste français Charles Marie Benjamin Rouget, ou encore "muscle de Müller-Rouget". Le "trigone de Müller" est une partie du tuber cinereum (en) se repliant sur le chiasma optique.
En 1856, avec Albert von Kölliker, il montre qu'un courant électrique est produit lors d'une contraction du cœur d'une grenouille.
Il meurt à 43 ans d'un zona.